# Anaximandro Menut
Anaximandro Zylene Casimiro Menut é um político da Guiné-Bissau. Foi Secretário de estado da Gestão Hospitalar entre 2019 a 2020.

## Biografia
Formado em administração de Empresas pela Universidade Federal de Alagoas, Brasil. Fez o curso de extensão sobre Planeamento Estratégico pela Universidade Federal de Alagoas, Brasil. Secretário executivo do Conselho Nacional de luta contra Sida da Guiné-Bissau . Monitor da disciplina de pesquisa de mercado (voluntário) Universidade Federal de Alagoas – UFAL Brasil. Desempenhou a função do Conselheiro do Primeiro-ministro, Aristides Gomes, para a área social , foi nomeado Secretário de estado da Gestão Hospitalar em 2019.